# 1894 au Manitoba
Chronologie du Manitoba
- 1890
- 1891
- 1892
- 1893
- 1894
- 1895
- 1896
- 1897
- 1898

Cette page concerne des événements d'actualité qui se sont produits durant l'année 1894 dans la province canadienne du Manitoba.

## Politique
- Premier ministre : Thomas Greenway
- Chef de l'Opposition :
- Lieutenant-gouverneur : John Christian Schultz
- Législature :

## Événements
- 20 février : la Cour suprême statue que la loi manitobaine fermant les écoles catholiques françaises est constitutionnelle[1].

- 23 février : lors d'un discours au Québec, l'ancien chef libéral Honoré Mercier met la fermeture des écoles catholiques françaises manitobaines sur le dos des évêques qui, selon lui, n'ont pas exigé le désaveu de la loi en temps voulu[2].
- 9 mai : les évêques du Canada signent une pétition demandant au gouvernement fédéral d'utiliser ses pouvoirs pour rétablir les écoles séparées du Manitoba[3].

## Naissances
- 9 janvier : Helge Bostrom (né à Winnipeg - mort le 25 janvier 1977 à Deer River aux États-Unis) est un ancien joueur professionnel canadien de hockey sur glace qui évoluait au poste de défenseur.

- 2 septembre : Jacob Walter Byron (né à Winnipeg — mort le 22 décembre 1971[4] à Winnipeg) est un joueur canadien de hockey sur glace qui évoluait au poste de gardien de but.

- 7 septembre : Robert Benson (né à Winnipeg au Canada - mort le 7 septembre 1965) est un ancien joueur canadien de hockey sur glace qui évoluait au poste de défenseur. Il fait partie de l'équipe du Canada qui a remporté la première médaille d'or aux Jeux olympiques de 1920.